# Walter Becchia

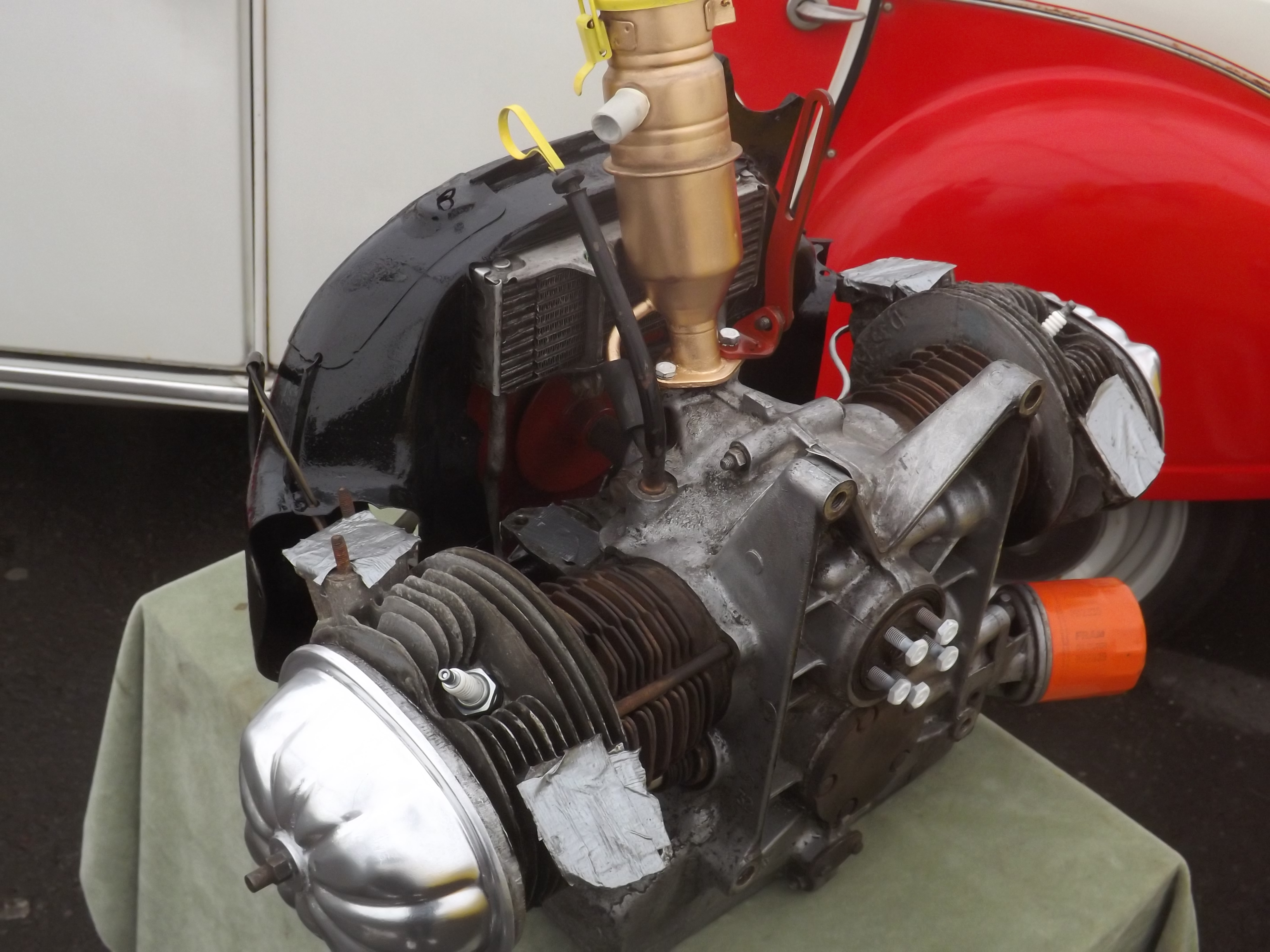
Bloque motor de un Citroën 2CV, con sus dos cilindros opuestos refrigerados por aire.

Walter Becchia (31 de marzo de 1896, Casale Monferrato, Italia - 16 de enero de 1976) fue un ingeniero mecánico italiano, diseñador y desarrollador de motores de automóvil. Trabajó en el diseño de motores para Fiat, Sunbeam, Talbot, Darracq y Citroën. Su fama internacional se debió a su desarrollo del original motor del Citroën 2CV.

## Biografía
Walter Becchia nació en Casale Monferrato, localidad del norte de Italia. Este brillante e inteligente ingeniero italiano comenzó su carrera en la oficina de competición de Fiat. En 1922, intervino en el diseño del motor del Fiat-804, que ganó el Gran Premio de Francia y el de Italia. Ese mismo año de 1922, Louis Coatalen, director técnico de la empresa Sunbeam-Talbot-Darracq (S. T. D.) y gran aficionado a los coches de competición, contrató a Vincenzo Bertarione y al joven Walter Becchia. Entre 1921 y 1927 se construyó una exitosa serie de motores DOHC de 1,5 litros de cilindrada para los coches de carreras de Darracq, Talbot-Darracq y Talbot. Al poco tiempo Bertarione se marchó a Hotchkiss, permaneciendo Becchia en la S. T. D..
Contrario al movimiento fascista de Mussolini, Becchia se opuso a volver a Italia, por lo que en 1926 adoptó la nacionalidad francesa.
El ingeniero e industrial de origen italiano Antonio Lago se unió al grupo S. T. D. a principios de la década de 1930. Fue un entusiasta del automovilismo y centró todos sus esfuerzos en el desarrollo del modelo T150 con un revolucionario motor de 3 litros. Becchia fue el encargado de diseñar la nueva culata con cámaras de combustión hemisféricas y una nueva distribución a partir del motor Talbot de seis cilindros existente. Su brillante desarrollo permitió aumentar la potencia del motor sin la aplicación de soluciones costosas y complejas de rediseño del árbol de levas. El Talbot-Lago T150 tuvo una destacada carrera deportiva, carrozado por varios de los más elegantes diseñadores de coches de antes de la guerra. Estos coches no solamente eran elegantes: un coupé con forma de lágrima carrozado por Figoni et Falaschi fue tercero en las 24 Horas de Le Mans de 1938.
El éxito deportivo permitió a la compañía iniciar el desarrollo de un nuevo motor de tres litros V-16 para competir en las carreras de coches con Mercedes y Auto Union. Sin embargo, con el comienzo de la Segunda Guerra Mundial, todos los deportes de competición quedaron interrumpidos. En 1939, el directivo Pierre-Jules Boulanger, ofreció a Becchia incorporarse a Citroën, pero inicialmente se negó (no quería salir de su compañía en un momento tan difícil). El cambio de empresa se produjo a principios de 1941, cuando Becchia se convirtió en sucesor de Maurice Sainturat, e inició el diseño de su obra maestra: el motor bóxer bicilíndrico y refrigerado por aire del Citroën 2CV. Este motor, montado en diferentes modelos, se ha instalado en los coches de Citroën desde 1948 hasta 1990, fabricándose alrededor de 9 millones de unidades.
Becchia salió de la Citroën en el año 1968.

## Galería
|                                                      |                     |                              |
| Fiat-804 de 1922, ganador del Gran Premio de Francia | Citroën 2CV de 1949 | Talbot-Lago T-150 SS de 1938 |